# کاترین پوتزی
کاترین پوتزی (به فرانسوی: Catherine Pozzi) نویسنده و شاعر قرن نوزدهم میلادی اهل فرانسه بود.